# Silchester
Silchester – wieś w Anglii, w hrabstwie Hampshire, w dystrykcie Basingstoke and Deane. Leży 38 km na północny wschód od miasta Winchester i 70 km na zachód od Londynu.